# Luciana Liviero
Luciana Liviero de Carvalho Moraes (Brasília, 24 de agosto de 1970) é uma jornalista brasileira.

## Biografia
Em 1990 cursou Jornalismo na PUC de São Paulo, onde se formou em 1993. Ainda na faculdade, ingressou na profissão em 1991, começando na rádio Jovem Pan AM. Sua estréia na televisão foi em 1993, na TV Tribuna, afiliada da Rede Globo em Santos, onde permaneceu por um ano e meio. Em 1995 foi contratada pela Rede 21 como repórter. A experiência bem-sucedida fez com que ela fosse transferida para a Band como repórter do Jornal da Band e Jornal da Noite. Em 2002 se tornou repórter editora-chefe da parte jornalística do Melhor da Tarde, apresentado por Astrid Fontenelle.
Em 2004 trocou a Band pela Rede Record e foi repórter e colunista de política direto de Brasília para o Tudo a Ver. Após um ano e meio voltou a São Paulo para apresentar o Fala Brasil, ao lado de Marcos Hummel, onde permaneceu até junho de 2009. Durante esse periodo foi também colunista de notícias no Hoje em Dia e apresentou na Record News o Mulheres em Foco, sobre mulheres no mercado de trabalho. Em 22 de junho de 2009 assumiu o Record Notícias até 4 de outubro de 2010, quando foi transferida para ser correspondente em Nova York. No final de 2013, após 9 anos, deixou a emissora. 
Em 2014 fez a cobertura das eleições na RedeTV!, porém acabou não sendo contratada fixa após isso. Em 2017, lançou o canal Luciana Liviero no YouTube com entrevistas e vlogs de viagem.

## Filmografia
| Ano     | Título            | Função         | Emissora          |
| ------- | ----------------- | -------------- | ----------------- |
| 1993–96 | Jornal da Tribuna | Repórter       | TV Tribuna        |
| 1996–98 | Jornal Meio-Dia   | Apresentadora  | Canal 21          |
| 1998–02 | Jornal da Band    | Repórter       | Rede Bandeirantes |
| 1998–02 | Jornal da Noite   | Repórter       | Rede Bandeirantes |
| 2002–04 | Melhor da Tarde   | Repórter       | Rede Bandeirantes |
| 2004–06 | Tudo a Ver        | Colunista      | Rede Record       |
| 2006–09 | Fala Brasil       | Apresentadora  | Rede Record       |
| 2007–08 | Hoje em Dia       | Apresentadora  | Rede Record       |
| 2007–09 | Mulheres em Foco  | Apresentadora  | Record News       |
| 2009    | SP Record         | Apresentadora  | Rede Record       |
| 2009–10 | Record Notícias   | Apresentadora  | Rede Record       |
| 2010–13 | Jornal da Record  | Correspondente | Rede Record       |
| 2014    | Eleições RedeTV!  | Apresentadora  | RedeTV!           |